# Platin
Platin is een Sloveens zingend duo.

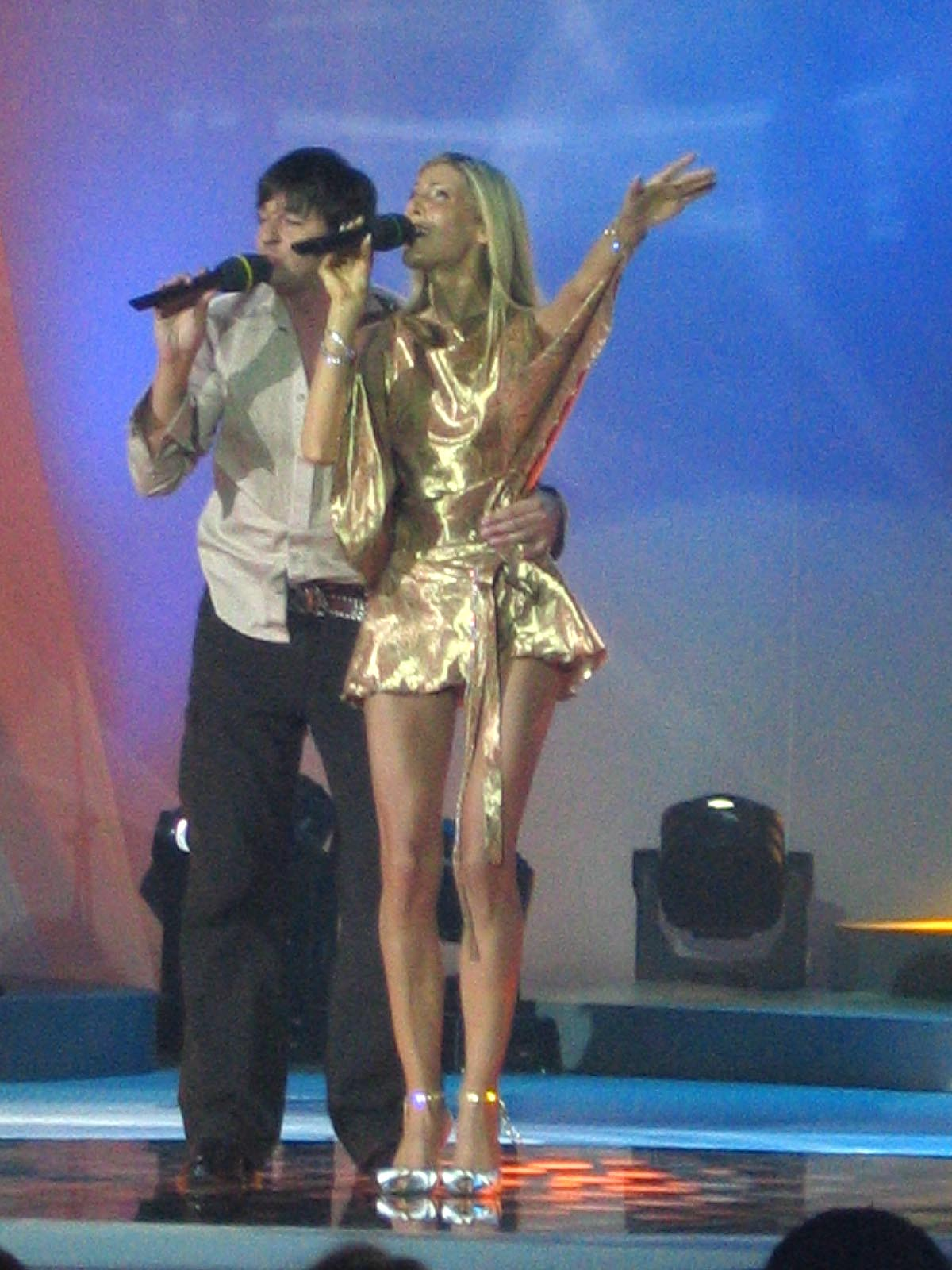
Platin

Ze wonnen de Sloveense voorronde voor het Eurovisiesongfestival, EMA, in 2004 met het lied Stay forever. Het was de eerste en tot nu toe enige keer dat er liedjes in het Engels mochten ingezonden worden, bij andere edities volgde de Engelse vertaling pas later. Mensen zeiden dat het duo niet bij elkaar paste maar daarmee hadden ze het mis, Simon en Diana waren in het echt ook een koppel. Meer nog, ze trouwden in Istanboel waar het Songfestival gehouden werd. In de eerste halve finale ooit kon het koppel echter geen rol van betekenis spelen, ze werden voorlaatste met 5 punten.
1993: 1X Band · 
1995: Darja Švajger · 
1996: Regina · 
1997: Tanja Ribič · 
1998: Vili Resnik · 
1999: Darja Švajger · 
2001: Nuša Derenda · 
2002: Sestre · 
2003: Karmen Stavec · 
2004: Platin · 
2005: Omar Naber · 
2006: Anžej Dežan · 
2007: Alenka Gotar · 
2008: Rebeka Dremelj · 
2009: Quartissimo feat. Martina · 
2010: Ansambel Žlindre & Kalamari · 
2011: Maja Keuc · 
2012: Eva Boto · 
2013: Hannah Mancini · 
2014: Tinkara Kovač · 
2015: Maraaya · 
2016: ManuElla · 
2017: Omar Naber · 
2018: Lea Sirk · 
2019: Zala Kralj & Gašper Šantl · 
2021: Ana Soklič · 
2022: LPS · 
2023: Joker Out · 
2024: Raiven · 
2025: Klemen